# 1923 na arte

## Nascimentos
| Data            | Nome                     | Profissão                                                                  | Nacionalidade  | Observações | Ref |
| --------------- | ------------------------ | -------------------------------------------------------------------------- | -------------- | ----------- | --- |
| 1 de janeiro    | Ilda Reis                | artista plástica                                                           | Portugal       | m. 1998     |     |
| 28 de fevereiro | Gyo Obata                | arquitecto                                                                 | Estados Unidos |             |     |
| 8 de março      | Floriano Araújo Teixeira | pintor desenhista, miniatuarista, capista, retratista, gravador e escultor | Brasil         | m. 2000     |     |
| 3 de abril      | Eusebio Sempere          | escultor e pintor                                                          | Espanha        | m. 1985     |     |
| 25 de junho     | Sam Francis              | pintor                                                                     | Estados Unidos | m. 1994     |     |
| 9 de agosto     | Mário Cesariny           | pintor e poeta                                                             | Portugal       | m. 2006     |     |
| 16 de agosto    | Millôr Fernandes         | desenhista, humorista, dramaturgo, escritor e tradutor                     | Brasil         | m. 2012     |     |
| 16 de setembro  | Fernando Lanhas          | pintor e arquitecto                                                        | Portugal       | m. 2012     |     |
| 27 de outubro   | Roy Lichtenstein         | pintor                                                                     | Estados Unidos | m. 1997     |     |
| 13 de dezembro  | Antoni Tàpies            | pintor                                                                     | Espanha        | m. 2012     |     |
| ??              | Nauro Esteves            | arquitecto                                                                 | Brasil         | m. 2007     |     |
| ??              | Ivan Serpa               | pintor e desenhista                                                        | Brasil         | m. 1973     |     |
| ??              | Geraldo de Barros        | pintor e fotógrafo                                                         | Brasil         | m. 1998     |     |
| ??              | Chico da Silva           | pintor                                                                     | Brasil         | m. 1985     |     |
| ??              | Eugênio Hirsch           | artista plástico                                                           | Áustria        | m. 2001     |     |
| ??              | Fernando Azevedo         | pintor                                                                     | Portugal       | m. 2002     |     |

## Mortes
| Data         | Nome                               | Profissão                                   | Nacionalidade                              | Observações | Ref   |
| ------------ | ---------------------------------- | ------------------------------------------- | ------------------------------------------ | ----------- | ----- |
| 1 de agosto  | Ricardo Velázquez Bosco            | arquitecto                                  | Espanha                                    | n. 1843     | [ 1 ] |
| 10 de agosto | Joaquín Sorolla                    | pintor                                      | Espanha                                    | n. 1863     |       |
| 29 de agosto | Gustavo Dall'Ara                   | pintor e desenhista                         | Reino da Sardenha                          | n. 1865     |       |
| ??           | Manuel Jardim                      | pintor                                      | Reino Unido de Portugal, Brasil e Algarves | n. 1883     |       |
| ??           | Augustin Salinas y Teruel          | pintor                                      | Espanha                                    | n. 1860     |       |
| ??           | Artur Timóteo da Costa             | pintor e decorador                          | Brasil                                     | n. 1882     |       |
| ??           | Pedro Peres                        | pintor                                      | Reino Unido de Portugal, Brasil e Algarves | n. 1841     |       |
| ??           | Jean-Jules-Antoine Lecomte du Nouy | pintor e escultor                           | França                                     | n. 1842     |       |
| ??           | Armando Basto                      | pintor, caricaturista, escultor e decorador | Reino Unido de Portugal, Brasil e Algarves | n. 1889     |       |

## Prémios
- Prémio Valmor e Municipal de Arquitectura 1923 - Pardal Monteiro.[2]